# 128ª Brigata d'assalto da montagna "Transcarpazia"
La 128ª Brigata d'assalto autonoma da montagna "Transcarpazia" (in ucraino 128-ма окрема гірсько-штурмова Закарпатська бригада?, 128-ma okrema hirs'ko-šturmova Zakarpats'ka bryhada, unità militare A1556) è un'unità di fanteria da montagna delle Forze terrestri ucraine, subordinata al Comando Operativo "Ovest" e con base a Mukačevo.

## Storia

### Unione Sovietica
L'unità, una delle più antiche in servizio nell'esercito ucraino, venne inizialmente formata dall'Armata Rossa il 26 ottobre 1919 a Poltorack (oggi Aşgabat, Turkmenistan) come 1ª Divisione fucilieri del Turkestan. Ha preso parte alle battaglie contro l'Armata Bianca, liberando Krasnovodsk nel febbraio 1920 e combattendo fino al 1922 nelle regioni di Bukhara, Khiva, Tashauz e Transcaspia. L'unità venne rinominata 83ª Divisione fucilieri da montagna il 1 luglio 1935. Il 22 giugno venne aggregata al 58º Corpo fucilieri, nel quale prese parte all'invasione anglo-sovietica dell'Iran. A partire dal gennaio del 1943 combatté nella regione di Krasnodar, contribuendo alla liberazione della penisola di Taman' e alla regione del Kuban'. In seguito a questi risultati l'8 ottobre 1943 le venne assegnato il titolo onorifico di unità delle guardie, e l'unità venne ribattezzata 128ª Divisione fucilieri da montagna delle guardie. Il 24 aprile 1944, per la partecipazione alle battaglie in Crimea, venne insignita dell'Ordine della Bandiera Rossa. Durante il mese di agosto contribuì alla liberazione della Transcarpazia. Il 12 ottobre 1944 attraversò il confine della Cecoslovacchia, occupando le città di Ostrava e Olomouc.
Nel dopoguerra la divisione rimase di stanza a Mukačevo, in Ucraina, e nel 1956 prese parte alla repressione della rivoluzione ungherese, occupando Debrecen, Szolnok e Jászberény. Avanzando verso ovest partecipò all'assalto a Budapest. Presso Esztergom venne riorganizzata in divisione motorizzata, e nel 1958 fece ritorno a Mukačevo. Nel 1968 la divisione prese parte all'Operazione Danubio, l'invasione sovietica della Cecoslovacchia, perdendo 11 uomini in combattimento. Nel maggio 1976 venne dedicata al maresciallo dell'Unione Sovietica A. A. Grečko. L'8 maggio 1985 venne insignita per la seconda volta dell'Ordine della Bandiera Rossa, in occasione del 40º anniversario della Giornata della vittoria. Nel gennaio 1992, in seguito alla dissoluzione dell'Unione Sovietica, la divisione passò sotto il controllo dell'Ucraina.

### Ucraina
Il 19 gennaio 1992 l'unità venne trasformata da fanteria motorizzata a meccanizzata. Il 27 maggio 2000 è stata insignita del titolo onorifico "Transcarpazia", in onore del contributo svolto nel 1944 per la liberazione della regione. Il 18 giugno 2004 la divisione venne riorganizzata come brigata, diventando nel 2013 la 128ª Brigata da montagna. Nei primi anni 2000 i militari della brigata hanno preso parte alle missioni di peacekeeping internazionali in Iraq, Libano, Sierra Leone ed Ex-Jugoslavia. Fra il 2014 e il 2015 ha combattuto nella guerra del Donbass, prendendo parte alla battaglia di Debal'ceve, azione in seguito alla quale il comandante della brigata Serhij Šaptala venne insignito del titolo di Eroe dell'Ucraina. Nel novembre 2014 le è stato assegnato il 4º Battaglione di difesa territoriale "Transcarpazia", che nel 2018 è stato riorganizzato come battaglione di linea della brigata. Il 18 novembre 2015 il titolo di "Turkmenistan due volte Bandiera Rossa maresciallo dell'Unione Sovietica A. A. Grečko" venne rimosso, come parte dell'epurazione delle onorificenze sovietiche dall'esercito. Il 22 agosto 2016 anche la denominazione di "guardie" venne rimossa. Il 12 novembre 2019 il comandante della brigata, colonnello Jevhen Korostel'ov, è rimasto ferito dall'esplosione di una mina nei pressi di Novotroїc'ke, morendo in ospedale a Charkiv sette giorni dopo.

#### Guerra russo-ucraina
All'inizio dell'invasione russa dell'Ucraina del 2022 la brigata ha contribuito a rallentare l'avanzata nemica nella regione di Zaporižžja, dove il 6 marzo è stato ucciso in combattimento, e insignito postumo del titolo di Eroe dell'Ucraina, il comandante del 1º Battaglione, tenente colonnello Andrij Litun. Successivamente è stata schierata nell'oblast' di Luhans'k, dove ad aprile ha preso parte alla battaglia di Kreminna. Per quest'azione il vicecomandante della brigata, colonnello Denys Čajuk, è stato insignito del titolo di Eroe dell'Ucraina. In seguito alla caduta di Kreminna la brigata ha continuato a difendere il settore del Donec, ritirandosi a sud del fiume alla fine di aprile e combattendo a Rubižne e Sjevjerodonec'k nelle settimane successive. Il 6 maggio 2022, in occasione della Giornata della Fanteria, è stata insignita del titolo onorifico "Per il Valore e il Coraggio" da parte del presidente ucraino Volodymyr Zelens'kyj.
Fra la fine di agosto e l'inizio di settembre la brigata è stata trasferita nell'oblast' di Cherson per prendere parte all'offensiva ucraina nella regione, catturando diversi villaggi nonostante in precedenza ne fosse stata annunciata la "distruzione" da parte dell'esercito russo e infliggendo gravi perdite all'83ª Brigata d'assalto aereo. A partire dal mese di ottobre ha contribuito a liberare altri insediamenti scendendo lungo la riva destra del Dnepr, fino alla completa ritirata dell'esercito russo oltre il fiume avvenuta l'11 novembre 2022, durante la quale la brigata ha guidato l'avanzata delle forze ucraine nella regione di Cherson. In seguito al successo della controffensiva il comandante della brigata, colonnello Oleh Hončaruk, è stato insignito del titolo di Eroe dell'Ucraina.
Come molte altre unità liberatisi dopo il successo della controffensiva, verso la fine di dicembre è stata trasferita in Donbass, in particolare a difesa del settore di Soledar. Alcuni elementi della brigata sono stati sostituiti in prima linea all'inizio di gennaio 2023 dalla 46ª Brigata aeromobile, costretta successivamente a ritirarsi, abbandonando gran parte della cittadina, a seguito di uno sfondamento di unità del VDV e del Gruppo Wagner. All'inizio di febbraio elementi della brigata sono stati impiegati nella difesa della parte settentrionale della città di Bachmut. A marzo la brigata è stata trasferita nella regione di Zaporižžja, venendo schierata nell'area di Orichiv. Il grosso dell'unità è stato mantenuto nelle retrovie, addestrandosi in previsione della controffensiva estiva ucraina.
Nel giugno 2023 elementi della brigata, supportati dalla 44ª Brigata artiglieria, hanno condotto contrattacchi locali nel settore fra Orichiv e il fiume Dnepr al fine di sondare le difese russe, tenute da reparti di riservisti mobilitati e separatisti pro-russi equipaggiati con vecchi T-54 e T-62. Il 18 giugno la brigata ha liberato il villaggio di P'jatychatky, circondando e quindi infliggendo numerose perdite al battaglione "Štorm Ossetia". Fonti russe hanno riportato la morte di oltre 300 militari e del vice comandante dell'unità, che è quindi risultata completamente distrutta. La brigata ha poi attaccato il vicino villaggio di Žereb'janky, difeso dal BARS-32, venendo costretta a fermarsi a causa di numerosi contrattacchi russi condotti dal 429º Reggimento della 19ª Divisione fucilieri motorizzata e dall'810ª Brigata fanteria di marina delle guardie nei giorni successivi.
Il 3 novembre 2023 una cerimonia di premiazione per i militari della brigata, organizzata in occasione della Giornata dell'Artiglieria a ridosso del fronte, è stata colpita da un missile Iskander-M russo. Il comando ucraino ha successivamente confermato il numero delle vittime, che sono state pari a 28 morti, fra cui il vice comandante, tenente colonnello Andrij Tarasenko, e 53 feriti, e avviato un'indagine interna per accertare le responsabilità dell'accaduto. Il comandante della brigata, colonnello Dmytro Lysjuk, che è arrivato in ritardo alla cerimonia costringendo i soldati ad attenderlo per mezz'ora, è stato temporaneamente sospeso dall'incarico.
In seguito alla caduta di Vuhledar nell'ottobre 2024 la brigata è stata schierata a nord-ovest della città, difendendo l'area fra Šachtars'ke e Novoukraïnka. Nelle settimane successive ha difeso il settore di Velyka Novosilka dagli assalti russi, riuscendo stabilizzare la liena del fronte grazie ad alcuni contrattacchi di successo.

## Struttura
- Comando di brigata[43]
- 1º Battaglione d'assalto da montagna
- 2º Battaglione d'assalto da montagna
- 15º Battaglione d'assalto da montagna "Sebastopoli" (Užhorod, unità militare A1778)[44]
- 4º Battaglione fanteria motorizzata "Transcarpazia" (Užhorod, unità militare A4323)[45]
- 1º Battaglione fucilieri
- 2º Battaglione fucilieri
- Battaglione corazzato (T-72)
- Battaglione sistemi senza pilota "Orion"
  -  Unità droni "Mavic Band"[46]
- Gruppo d'artiglieria
  - Batteria acquisizione obiettivi
  -  Battaglione artiglieria semovente "Cerbero" (2S1 Gvozdika)
  -  Battaglione artiglieria lanciarazzi (BM-21 Grad)
  -  Battaglione artiglieria controcarri (MT-12 Rapira)
- 534º Battaglione genio guastatori (Vynohradiv, unità militare A1927)[47]
- Battaglione artiglieria missilistica contraerei
- Battaglione manutenzione
- Battaglione logistico
- Compagnia ricognizione
- Compagnia cecchini
- Compagnia guerra elettronica
- Compagnia comunicazioni
- Compagnia radar
- Compagnia difesa NBC
- Compagnia medica

## Simboli
Lo stemma della brigata è su fondo grigio scuro, il colore della fanteria da montagna dell'Ucraina. La catena montuosa della Čornohora (letteralmente "montagna nera") è inoltre un simbolo della Transcarpazia, regione di provenienza dell'unità. La croce di Sant'Antonio bianca simboleggia che la vita è sacrificio; inoltre la forma a T richiama nuovamente regione della Transcarpazia. Le asce incrociate rappresentano protezione, buona sorte, spirito combattivo e determinazione. La stella alpina significa resistenza, vitalità, coraggio e persistenza. È divisa in dieci raggi, i quali rappresentano i dieci gruppi etnici presenti in Transcarpazia e che si sono uniti ai ranghi della brigata. I sei puntini al centro simboleggiano le sei virtù delle truppe d'assalto da montagna: lealtà, onore, onestà, coraggio, dovere e dedizione.

## Comandanti

### Unione sovietica
- Kombrig Anatolij Antonovič (1919 - 1920)
- Kombrig Iosif Francevič (1921 - 1922)
- Kombrig Sergej Pavlov (1924 - 1926)
- Kombrig Evgenij Kazanskij (1926 - 1928)
- Kombrig Vsevolod Jakovlev (1935 - 1937)
- Kombrig Sergej Fomenko (1937 - 1938)
- Maggior generale Sergej Bajdalinov (1939 - 1941)
- Maggior generale Aleksandr Lučinskij (1941 - 1943)
- Colonnello Nikolaj Čudakov (1943)
- Tenente colonnello Dmitrij Mel'nikov (1943)
- Colonnello Nikifor Batluk (1943)
- Maggior generale Michail Koldubov (1943 - 1947)
- Maggior generale Terentij Umanskij (1948 - 1950)
- Maggior generale Viktor Hrečaninov (1989 - 1992)

### Ucraina
- Maggior generale V'jačeslav Zabolotnyj (1992 - 1993)
- Maggior generale Oleksandr Kuz'muk (1993 - 1995)
- Maggior generale Serhij Kyryčenko (1995 - 1996)
- Maggior generale Oleksandr Maslenčuk (1996 - 1998)
- Maggior generale Hennadij Vorobjov (1998 - 2002)
- Colonnello Serhij Horošinkov (2002 - 2004)
- Colonnello Viktor Hanuščak (2004 - 2007)
- Colonnello Petro Romyhajlo (2007 - 2010)
- Colonnello Oleh Chrystenko (2010 - 2014)
- Colonnello Serhij Šaptala (2014 - agosto 2017)
- Colonnello Serhij Sobko (agosto 2017 - ottobre 2019)[49]
- Colonnello Jevhen Korostel'ov (ottobre 2019 - novembre 2019) †[50]
- Colonnello Oleh Hončaruk (novembre 2019 - settembre 2022)[51]
- Colonnello Denys Čajuk (settembre 2022 - dicembre 2022)[52]
- Colonnello Dmytro Lysjuk (dicembre 2022 - maggio 2025)[53]
- Colonnello Ihor Burdejnyj (maggio 2025 - in carica)[54]